# Ned McWherter
Ned Ray McWherter (Weakley County (Tennessee), 15 oktober 1930 - Nashville (Tennessee), 4 april 2011) was een Amerikaans politicus van de Democratische Partij. Hij was de gouverneur van Tennessee van 1987 tot 1995.
McWherter begon zijn politieke carrière als een lokaal politicus voor het Huis van Afgevaardigden van Tennessee in 1968. Na twee termijnen werd hij gekozen als de voorzitter van dit Huis van Afgevaardigden en diende in deze functie voor 14 jaar. In 1986 was hij de Democratische kandidaat voor het gouverneurschap van Tennessee. McWherter versloeg in de verkiezingen de Republikein oud-gouverneur Winfield Dunn en werd ingezworen als gouverneur in januari 1987. In 1990 werd McWherter verkozen voor een tweede termijn, die hij in januari 1995 volbracht.
Nadat senator voor Tennessee Al Gore in 1992 werd gekozen als Vicepresident van de Verenigde Staten onder Bill Clinton, moest McWherter zijn opvolger kiezen als senator. Harlan Mathews werd gekozen, maar werd na een jaar opgevolgd door Republikeins acteur Fred Thompson.
McWherter overleed op 4 april 2011 op 80-jarige leeftijd aan de gevolgen van kanker.
- Gemeinsame Normdatei: 1201033160
- International Standard Name Identifier: 0000 0000 4224 7432
- Library of Congress Control Number: no96028645
- SNAC: w6571rdn
- Virtual International Authority File: 75909623
- WorldCat: E39PBJgXbF6G3XRJmGBHWTppT3